# Tyszkowce (gmina)
Tyszkowce – dawna gmina wiejska w powiecie horodeńskim województwa stanisławowskiego II Rzeczypospolitej. Siedzibą gminy były Tyszkowce.
Gminę utworzono 1 sierpnia 1934 r. w ramach reformy na podstawie ustawy scaleniowej z dotychczasowych gmin wiejskich: Czortowiec, Olejowa – Korolówka, Olejów – Korniów, Raszków, Tyszkowce oraz przysiółek Korniówka z dotychczasowej gminy Korniów.
Po wojnie obszar gminy Tyszkowce został odłączony od Polski i włączony do Ukraińskiej SRR.